# Schöffengrund
Schöffengrund är en kommun i Lahn-Dill-Kreis i Regierungsbezirk Gießen i förbundslandet Hessen i Tyskland. Kommunen bildades 31 december 1971 genom en sammanslagning av de tidigare kommunerna Laufdorf, Niederquembach, Niederwetz, Oberquembach, Oberwetz und Schwalbach i den nya kommuenen Schöffengrund.